# 切戸町 (名古屋市)
切戸町（きれとちょう）は、愛知県名古屋市熱田区の地名。現行行政地名は切戸町1丁目から切戸町3丁目。住居表示未実施。

## 地理
名古屋市熱田区西部に位置する。東は青池町、西から南は野立町、北は幡野町に接する。

## 歴史

### 町名の由来
野立町の小字名「切戸裏」による。「切戸」は江戸期まで愛知郡牛立村の枝郷として扱われており、江戸後期成立の『尾張国地名考』に「牛立村　支村一　切戸」とある。
「切戸」とは平野部を新墾する意味という説がある。

### 行政区画の変遷
- 1936年（昭和11年）5月1日 - 南区野立町の一部により、同区切戸町として成立[1]。
- 1937年（昭和12年）
  - 7月14日 - 野立町の一部を編入する[1]。
  - 10月1日 - 中川区編入により、同区切戸町となる[1]。
- 1944年（昭和19年）2月11日 - 熱田区編入により、同区切戸町となる[1]。
- 1960年（昭和35年）3月25日 - 野立町の一部を編入する[1]。

## 世帯数と人口
2018年（平成30年）12月1日現在の世帯数と人口は以下の通りである。
| 町丁   | 世帯数  | 人口    |
| ------ | ------- | ------- |
| 切戸町 | 639世帯 | 1,332人 |

### 人口の変遷
国勢調査による人口の推移
| 1995年（平成7年）  | 1,524人 | [ WEB 6 ]  |  |
| 2000年（平成12年） | 1,467人 | [ WEB 7 ]  |  |
| 2005年（平成17年） | 1,390人 | [ WEB 8 ]  |  |
| 2010年（平成22年） | 1,386人 | [ WEB 9 ]  |  |
| 2015年（平成27年） | 1,333人 | [ WEB 10 ] |  |

## 学区
市立小・中学校に通う場合、学校等は以下の通りとなる。また、公立高等学校に通う場合の学区は以下の通りとなる。
| 番・番地等 | 小学校               | 中学校                 | 高等学校 |
| ---------- | -------------------- | ---------------------- | -------- |
| 全域       | 名古屋市立野立小学校 | 名古屋市立日比野中学校 | 尾張学区 |

## 施設
- 斉宮社[2]
- 切戸公園[3]

## その他

### 日本郵便
- 郵便番号 : 456-0076[WEB 3]（集配局：熱田郵便局[WEB 13]）。

### WEB
1. 1 2  “愛知県名古屋市熱田区の町丁・字一覧”.   人口統計ラボ. 2017年7月23日閲覧。
2. 1 2  “町・丁目(大字)別、年齢(10歳階級)別公簿人口(全市・区別)”.   名古屋市 (2018年12月20日). 2019年1月6日閲覧。
3. 1 2  “郵便番号”.  日本郵便. 2019年1月6日閲覧。
4. ↑  “市外局番の一覧”.   総務省. 2019年1月6日閲覧。
5. ↑  名古屋市役所市民経済局地域振興部住民課町名表示係 (2015年10月21日). “熱田区の町名一覧”.   名古屋市. 2017年7月23日閲覧。
6. ↑  総務省統計局 (2014年3月28日). “平成7年国勢調査の調査結果(e-Stat) - 男女別人口及び世帯数 －町丁・字等” (CSV). 2019年4月27日閲覧。
7. ↑  総務省統計局 (2014年5月30日). “平成12年国勢調査の調査結果(e-Stat) - 男女別人口及び世帯数 －町丁・字等” (CSV). 2019年4月27日閲覧。
8. ↑  総務省統計局 (2014年6月27日). “平成17年国勢調査の調査結果(e-Stat) - 男女別人口及び世帯数 －町丁・字等” (CSV). 2019年4月27日閲覧。
9. ↑  総務省統計局 (2012年1月20日). “平成22年国勢調査の調査結果(e-Stat) - 男女別人口及び世帯数 －町丁・字等” (CSV). 2019年4月27日閲覧。
10. ↑  総務省統計局 (2017年1月27日). “平成27年国勢調査の調査結果(e-Stat) - 男女別人口及び世帯数 －町丁・字等” (CSV). 2019年4月27日閲覧。
11. ↑  “市立小・中学校の通学区域一覧”.   名古屋市 (2018年11月10日). 2019年1月14日閲覧。
12. ↑  “平成29年度以降の愛知県公立高等学校（全日制課程）入学者選抜における通学区域並びに群及びグループ分け案について”.   愛知県教育委員会 (2015年2月16日). 2019年1月14日閲覧。
13. ↑  郵便番号簿 平成29年度版 - 日本郵便. 2019年01月06日閲覧 (PDF)

### 書籍
1. 1 2 3 4 5 6  名古屋市計画局 1992, p. 813.
2. 1 2 3  「角川日本地名大辞典」編纂委員会 1989, p. 1444.
3. 1 2  名古屋市計画局 1992, p. 422.
4. ↑  津田正生 1916, p. 54.
5. ↑  『碑・ひと・地名 : 熱田の歴史風土を語る』名古屋市熱田区役所区民室広報広聴係編、名古屋市熱田区役所、1990年、巻末資料より